# Jeleč (Republika Serbska)
Jeleč (cyr. Јелеч) – wieś w Bośni i Hercegowinie, w Republice Serbskiej, w gminie Foča. W 2013 roku liczyła 165 mieszkańców.